# Kallocain
Kallocain je antiutopistický román švédské autorky Karin Boye z roku 1940. Kniha představuje vizi budoucnosti, která je plná šedi, jednotvárnosti a utrpení. Psaný z první osoby idealistického vědce Lea Kalla, Kallocain popisuje chod totalitního Světového státu. Důležitou stránkou románu jsou vztahy mezi postavami a jejich pocity. Tato ústřední témata představuje zejména manželství mezi Leem Kallem a Lindou Kallovou a pocity žárlivosti a podezření, které mohou vzniknout ve státě bez soukromí a jakékoliv právní jistoty.
Jedno z hlavních témat odpovídá zvěstem z doby druhé světové války o sérech pravdy, která by zajistila poslušnost každého občana státu. Jak Huxleyho Konec civilizace, tak i Kallocain jsou dystopie, které se zabývají užíváním farmaceutických substancí ve prospěch státu, tedy k potlačování nesouhlasu s autoritami. Avšak na rozdíl od Konce civilizace, kde se léčiva používají obecně k potlačení neposlušnosti, v Kallocainu se používá sérum k odhalení myšlenek či aktů, které by vedli k rebelii.
Kallocain byl přeložen do více než 10 jazyků a na jeho základě vznikla v roce 1981 adaptace v podobě krátkého televizního seriálu režírovaná Hansem Abramsonem.
Dočkal se také českého překladu a opakovaných vydání (1982 a 1989).
V roce 2016 byl Kallocain nominovaný na cenu Retro Hugo jakožto nejlepší sci-fi román roku 1941.

## Obsah knihy
Román je psán formou fiktivního deníku jako vyprávění v první osobě postavy Lea Kalla, který se podílel na vynálezu séra pravdy - Kallocain.
Svět ve vzdálené budoucnosti, ve kterém se příběh odehrává, je ovládán dvěma totalitními mocnostmi Světového státu a Univerzálního státu. Leo Kall žije ve Světovém státu, kde je každý krok hlídán policejními kamerami, cenzura je všudypřítomná a propaganda ovládá životy jedinců. V případě, že někdo řekne něco, co se úřadům nelíbí, je přinucen k veřejné omluvě. Navzdory všeobecnému strachu, lidé podvědomě předpokládají, že zájmy státu jsou postavené nad zájem jednotlivce.
Soukromí člověka neexistuje. Jediné soukromí je jeho nitro. A právě díky objevení této drogy by lidé mohli přijít i o to.
Příběh knihy začíná ve vězení, kde uvězněný chemik vypravuje skrz deník svůj příběh. Autor je tak přenesen do Světového státu; totalitního státního zřízení z buducnosti. V něm, v Chemickém městě č. 4, žije se svou rodinou čtenáři již známý chemik, Leo Kall. Ten právě vymyslel sérum pravdy, po něm pojmenovaný Kallocain, které začíná testovat. Testy jsou úspěšné, a proto je brzy začnou používat ve spolupráci s policií. Brzy odhalí tajnou organizaci, která se vyznačuje prazvláštními rituály a zvyky. Na druhou stranu Kalla trápí jeho manželka, Linda. Podezřívá jí z nevěry a z toho, že jej již nemiluje a má vztah s jeho nadřízeným, Edo Rissenem. Proto jí jednou v noci aplikuje Kallocain, aby se dozvěděl pravdu. Zjistí však, že jeho pochyby byla nepravdivé. I tak napíše na Rissena udání, jelikož ho již delší dobu znepokojovala jeho důvěřivost, přístup a postoje. Rissen je i následně na základě dalších udání odsouzen k trestu smrti. Kall, který mezitím vystřízlivěl a plně si uvědomil následky svých činů, je na samotném konci příběhu unesen a uvězněn vojáky Univerzálního státu, který provedl invazi. 

## Kontext
Kniha byla napsána v době kdy Hitler již ovládal polovinu západní Evropy. Jedná se o autorčin pohled na budoucnost světa, která krátce po dokončení románu ukončila svůj život sebevraždou, zobrazuje i její hlubokou depresi.

## Česká vydání
Ze švédského originálu, vydaném nakladatelstvím Albert Bonniers förtag AB, Stockholm v roce 1940, jej do češtiny přeložil Ivo Železný roku 1982. Téhož roku vázanou knihu vydalo v nákladu 27 000 výtisků nakladatelství Svoboda. Toto vydání bylo doplněno o krátký text od běloruského autora Ernsta Henriho, ve kterém předkládá svůj pohled na dílo. O sedm let později ve stejné textové verzi nakladatelství Odeon v nákladu 90 000 kusů. Tentokrát jako brožovanou knížečku.